# Sachkredit
Ein Sachkredit ist ein Kredit, der durch Vermögens- oder Sachwerte gesichert wird. Dadurch steht der Sachkredit im Gegensatz zum Personalkredit. Vielfach wird auch Realkredit als Synonym verwendet.
Die Sicherung des Sachkredits kann auf zwei Arten erfolgen. Zum einen kann er durch unbewegliche Sachen, wie bei einer Hypothek oder Grundschuld, gesichert werden (Realkredit). Zum anderen können bewegliche Sachen wie bei einem Lombardkredit oder einer Sicherungsübereignung den Sachkredit sichern.